# 陳蕾
陳 蕾（チェン・レイ / パンサー・チャン、Panther Chan、1990年10月29日 - ）は、中華人民共和国出身の香港のシンガーソングライター、俳優。

## 経歴
1990年10月29日、中国広東省広州市で生まれる。
2009年に単身で香港に渡り、亜洲電視の歌唱オーディションTV番組『亜洲星光大道（中国語: 亞洲星光大道）』に参加。2014年に中国中央電視台の歌唱オーディション番組『中国好歌曲（中国語: 中國好歌曲）』に参加。
2015年にアミューズ傘下のAMUSE HONG KONGに入社。同年7月に静岡県の『Amuse Fes 2015 BBQ in つま恋 ～僕らのビートを喰らえコラ！～』に出演。しかし、1年後に退社した。
2017年、バンド「Mr.」のギタリストの譚傑明とドラマーの杜志烜、およびモデルの何思諺とともに会社を設立し、音楽ブランド「自由意志」を立ち上げる。
2019年7月15日、ワーナー・ミュージック・グループのワーナー・ミュージック香港への加入が発表された。

## 人物
ACGと日本文化とJ-POPが好きで、それを題材にした曲をいくつか書いている。例えば消費社会研究家の三浦展の著作『下流社会』を読んで作った「下流社會」、マリオカートシリーズなどのゲームを題材とした曲「屈機」、『HUNTER×HUNTER』の用語にちなんで名づけられた曲「窮人的薔薇」（貧者の薔薇）と「伸縮自如的愛」（伸縮如在の愛）と「神的不在場證明」（神の不在証明）がある。また、歌詞提供した張天賦（中国語: 張天賦）の曲「第二人格」は『東京喰種トーキョーグール』の主人公・金木研からインスピレーションを受けている。